# Česi u Vojvodini
Česi su jedna od nacionalnih manjina u autonomnoj pokrajini Vojvodini u Republici Srbiji.

## Jezik i vjera
Govore češkim jezikom. Po vjeri su rimokatolici.

## Naseljenost
Prema popisu iz 2002. u Vojvodini je živjelo 1648 Čeha što ih je s 0,08% činilo 19. po brojnosti nacionalnom zajednicom. 
Najviše ih je u Banatu u općini Bela Crkva, gdje čine 3,99%. Jedino naselje gdje su u većini je Češko Selo, a nalazi se u općini Bela Crkva.

## Stanje po popisima
1931. su statistički bili prikazani zajedno sa Slovacima.
1948. ih je bilo 3976 odnosno 0,3%.
Popis iz 2002. je prikazao Čehe kao 19. po brojnosti nacionalnu zajednicu u Vojvodini. 